# Крекич, Бариша
Бариша Крекич (Bariša Krekic; 14 октября 1928, Дубровник — 12 января 2021, Лос-Анджелес, Калифорния) — хорватский медиевист, специалист по Восточной Европе, в особенности занимался историей Дубровника в позднем средневековье.
Доктор (1954), эмерит-профессор Калифорнийского университета в Лос-Анджелесе.
Окончил классическую гимназию в родном городе (1947).
Учился на философском факультете Белградского университета, получил образование историка (1951). С 1951 года работал в Византийском институте Сербской академии искусств и наук (по 1956), где защитил диссертацию. С 1956 года работал ассистентом и преподавателем на философском факультете Нови-Садского университета. В 1957—1958 и 1960 годах стажировался в Сорбонне, слушал лекции Фернана Броделя и Поля Лемерле. С 1967 года преподавал в качестве приглашенного профессора в университетах Индианы и Стэнфорда. С 1970 года профессор Калифорнийского университета, с 1994 года эмерит. Специализировался по истории родного города в средние века. Публиковался в Proceedings of the Byzantine Institute, Byzantinische Zeitscrift, Slavic Review, The American Historical Review, Schweizerische Zeitschrift für Geschichte.
Автор Dubrovnik: A Mediterranean Urban Society, 1300—1600 (1997). Также автор Dubrovnik (Raguse) et le Levant (1961), вышедшей на основе его диссертации.